# Dóra María Lárusdóttir

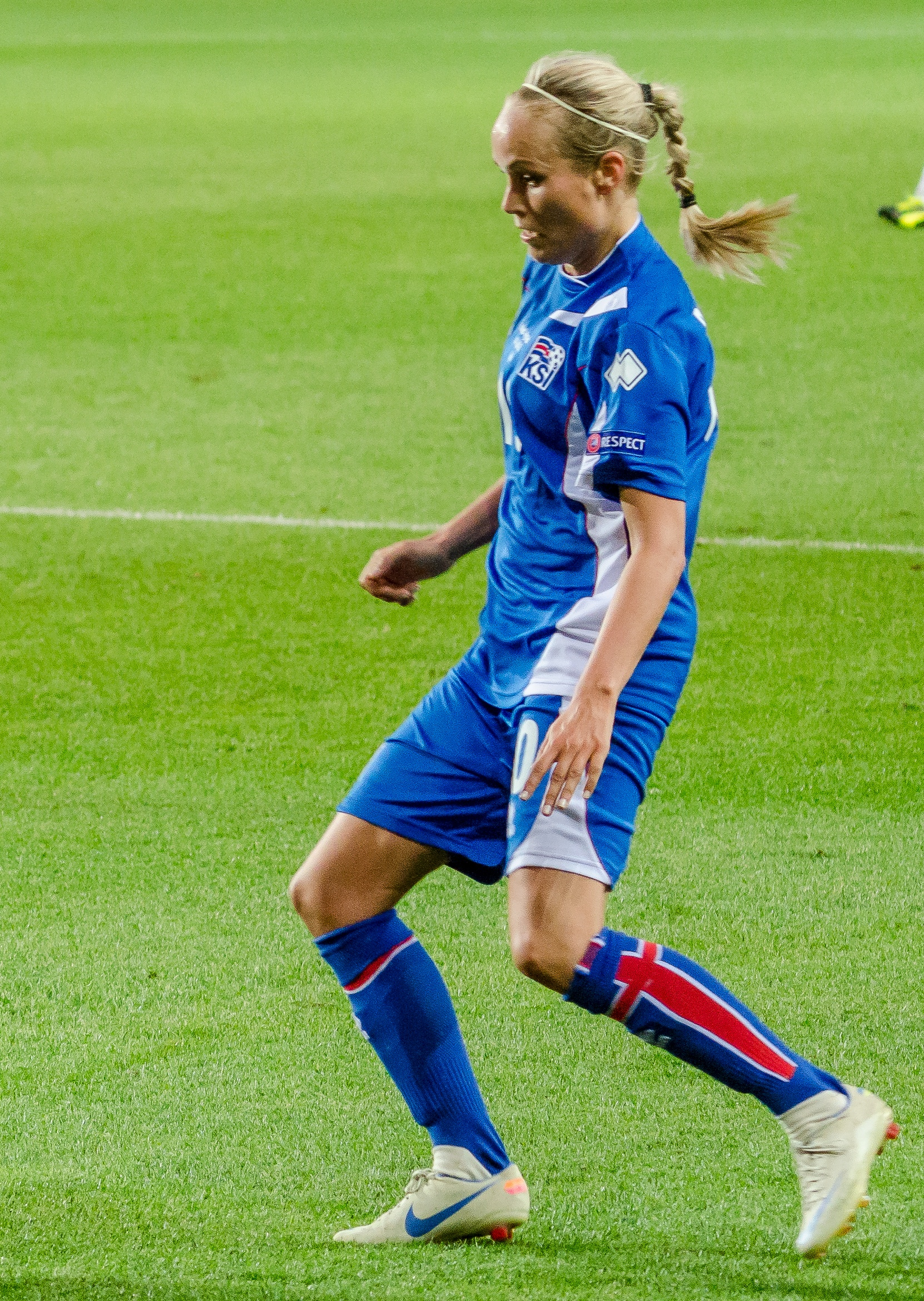
Dóra María Lárusdóttir 2013

Dóra María Lárusdóttir (* 24. Juli 1985) ist eine isländische Fußballspielerin. Die Abwehrspielerin bestritt in ihrer bisherigen Laufbahn über 100 Länderspiele für die isländische Frauen-Nationalmannschaft.

## Sportlicher Werdegang
Dóra begann ihre Karriere bei Valur Reykjavík, mit dem sie 2004 ihren ersten Meistertitel gewann. Ab 2005 studierte sie an der University of Rhode Island. Während sie mit der College-Mannschaft Rhode Island Rams an den nationalen College-Meisterschaften teilnahm, spielte sie parallel weiterhin in den Semesterferien insbesondere im Sommer für ihren isländischen Klub, so dass sie auch an den Meisterschaften 2006, 2007 und 2008 beteiligt war. Nach Abschluss ihres Studiums 2008 konzentrierte sie sich sportlich wieder auf ihren isländischen Klub, es folgten 2009 und 2010 weitere Meistertitel. 2011 wechselte sie erstmals ins Ausland und heuerte beim schwedischen Verein Djurgården Damfotboll an. Nach nur einer Spielzeit zog sie nach Brasilien weiter, mit AAD Vitória das Tabocas – ihre Landsfrau Þórunn Helga Jónsdóttir wurde ebenfalls verpflichtet – nahm sie dabei unter anderem an der Copa Libertadores Femenina 2012 teil. Anschließend kehrte sie zu Valur Reykjavík zurück.
Nachdem Dóra bereits diverse isländische Juniorenauswahlmannschaften durchlaufen hatte, debütierte sie im September 2003 in der A-Nationalmannschaft. Mit dieser qualifizierte sie sich für die Europameisterschaft der Frauen 2009, bei der sie mit der Auswahl in der Gruppenphase scheiterte und alle drei Spiele bestritten hatte. Vier Jahre später nahm sie an der Europameisterschaft der Frauen 2013 teil, bis zum Ausscheiden gegen Gastgeber Schweden im Viertelfinale absolvierte sie alle vier Endrundenspiele.